# Umadevi
Umadevi, död 1220, var en indisk furstinna, en av makorna till Veera Ballala II av Hoysala. Hon är känd som militärbefälhavare, då hon med makens stöd framgångsrikt anförde arméer i strid mot Chalkyua, och bidrog till segern över dessa 1190. Hon avled genom änkebränning.